# Chrysotrichia pulmonaria
Chrysotrichia pulmonaria is een schietmot uit de familie Hydroptilidae. De soort komt voor in het Oriëntaals gebied.